# Wedge Peak
Der Wedge Peak (englisch für Keilgipfel) ist ein 2316 m hoher Berggipfel in der antarktischen Ross Dependency. In der Commonwealth Range ragt er unmittelbar östlich des Wedge Face aus dem Massiv des Mount Patrick auf. Von hier aus bietet sich eine gute Aussicht nach Norden auf den Hood- und den Beardmore-Gletscher.
Teilnehmern der New Zealand Alpine Club Antarctic Expedition (1959–1960) gelang im Zuge der Vermessung des Hood-Gletschers am 2. Januar 1960 die Erstbesteigung. Sie benannten ihn deskriptiv.